# 4377 Koremori
A 4377 Koremori (ideiglenes jelöléssel 1987 GD) a Naprendszer kisbolygóövében található aszteroida. Nídzsima Cuneo és Urata Takesi fedezte fel 1987. április 4-én.